# رناتو کارپنتیری
رناتو کارپنتیری (انگلیسی: Renato Carpentieri؛ زادهٔ ۲ آوریل ۱۹۴۳) یک هنرپیشه اهل ایتالیا است.
از فیلم‌هایی که وی در آن نقش داشته‌است، می‌توان به خاطرات عزیز، پدر ماتئو، انتقام و شورای مصر اشاره کرد. کارپنتیری در سال ۱۹۹۳ برنده جایزه انجمن ملی فیلم ایتالیا بهترین بازیگر نقش مکمل مرد شده است.